# Joachim Kurtén

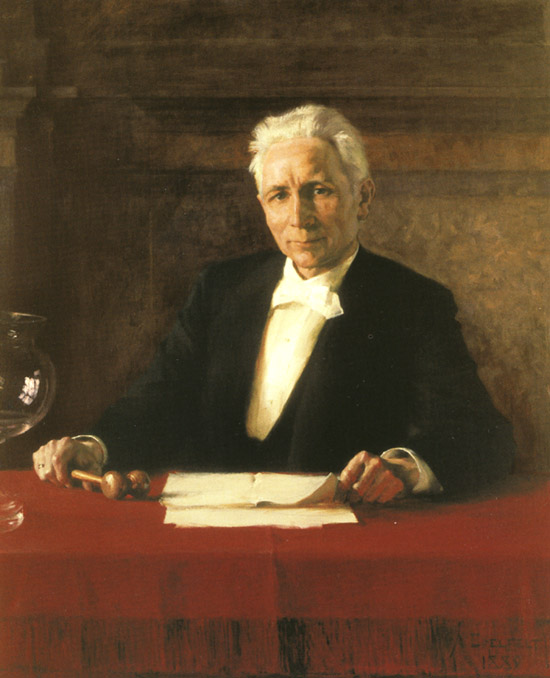
A.J. Kurtén, målning av Albert Edelfelt.

Anders Joachim Kurtén, född 15 januari 1836 på kronobostället Fiskarholmen, Kronoby, Österbotten, död 28 juni 1899 i Davos, Schweiz, var en finländsk affärsman och lantdagsman. 
Kurtén, som var son till en sjökapten, blev student 1852 och var senare handelsanställd. Han var 1861–65 kompanjon i firman A.A. Levón & C:o i Vasa och drev efter dess upplösning exporthandel under eget namn. Han blev verkställande direktör 1862 i Föreningsbankens filialkontor i Vasa och 1879 i Vasa aktiebank. För Vasa stad, till vars utveckling han verksamt bidrog, var han representant i borgarståndet vid lantdagarna allt sedan 1872. Åren 1877–78 och 1882 var han borgarståndets vice talman och 1885, 1888, 1891, 1894 och 1897 dess talman. Som medlem av statsutskottet 1877–78 och 1882 arbetade han för befästande av ständernas inflytande på statsbudgeten. Han var kommerseråd från 1878.